# عيسى محمد
عيسى محمد (مواليد 19 أبريل 1980، لاعب كرة قدم إماراتي يجيد اللعب في الدفاع.
لعب سابقاً مع أندية الشباب و الشعب و خورفكان و مصفوت .

## روابط خارجية
- عيسى محمد على موقع Soccerway.com (الإنجليزية)